# Ceryx ampla
Ceryx ampla là một loài bướm đêm thuộc phân họ Arctiinae, họ Erebidae.